# Victor Nsofor Obinna
Victor Nsofor Obinna (Jos, 25 de março de 1987) é um ex-futebolista nigeriano que atuava como Ponta-Esquerda.

## Carreira

### Internacional
Esteve no Internacional em 2005, quando chegou falando que seria uma grande experiência para sua carreira, e que seria uma privilégio muito grande jogar pelo Inter, no dia 20 de maio de 2005, Obinna fez sua estreia pelo Internacional ,ele atuou em partidas pelo time B , porém, não chegou a jogar pela equipe principal do Inter, pois por problemas de documentação não chegou sequer a assinar contrato com o clube. 

### Europa e Seleção
Em julho de 2005, foi contratado pelo Chievo sem o consentimento do Internacional, que alegava que Obinna tinha contrato com o clube. O Inter recorreu a FIFA, mas não ganhou.
Obinna fez parte da Seleção Nigeriana que conquistou a medalha de prata nos Jogos Olímpicos de 2008, ao perder para a Argentina na final por 1 a 0. Ele ainda foi vice-artilheiro olímpico com três gols marcados.

## Títulos
Nigéria
- Campeonato Africano das Nações: 2010 3º Lugar.

## Ligações Externas
- Perfil em soccerbase.com